# Hipocoonte
En la mitología griega, Hipocoonte (en griego Ἱπποκόων) era hijo del rey Ébalo de Esparta y la ninfa Batía, y hermano de Tindáreo e Icario, a quienes arrebató el trono de Esparta. Otros en cambio dicen que Hipocoonte era hermanastro de Tindáreo.
Hipocoonte tuvo doce hijos, conocidos con el patronímico de Hipocoóntidas: Doricleo, Esceo, Enaróforo, Eutiques, Búcolo, Liceto, Tebro, Hipótoo, Éurito, Hipocoristes, Alcino, y Alcón. No se menciona a la esposa de Hipocoonte. Hipocoonte con sus hijos expulsó de Lacedemonia a Icario y Tindáreo. Estos se refugiaron junto a Testio y se aliaron con él en la guerra contra sus vecinos. Más tarde, cuando Heracles mató a Hipocoonte y a sus hijos, regresaron y Tindáreo heredó el reino. Se dice que al menos tres de los Hipocoóntidas, llamados Enésimo, Alconte y Leucipo, participaron en la cacería del jabalí de Calidón, y que estos procedían de la ciudad de Amiclas.
Higino, cuyo texto está severamente corrupto, dice que Neleo era hijo de Hipocoonte, mención que solo sostiene este autor.
Mencionado como Hipoconte (si es que Hipocoonte e Hipoconte son el mismo personaje), fue padre de Zeuxipe, la esposa de Antífates.